# Uczniowski Komitet Oporu Społecznego w Bolesławcu
Uczniowski Komitet Oporu Społecznego w Bolesławcu – uczniowska organizacja opozycyjna działająca na terenie Bolesławca w latach 1982-1989.

## Historia
Po wprowadzeniu stanu wojennego uczniowie szkół w Bolesławcu podjęli decyzję o stworzeniu własnej organizacji o charakterze opozycyjnym. Wśród założycieli znaleźli się Bogusław Frydrych z Zespołu Szkół Górniczych (obecnie Zespół Szkół Elektronicznych) oraz uczniowie liceów ogólnokształcących Dariusz Górecki i Arkadiusz Urban. Członkowie-założyciele zdecydowali się na nazwie nawiązać do Komitetu Oporu Społecznego. Dla zwiększania konspiracji w organizacji stosowano rozdział członków czynnie zajmujących się działalnością od osób luźno współpracujących z komitetem. Nie wprowadzono systemu naboru do organizacji, ale szacuje się, że w okresie funkcjonowania UKOS-u współpracowało z nim ok. 100 osób.
Członkowie organizacji podejmowali działania związane z wydawaniem materiałów informacyjnych oraz kolportażem materiałów własnych czy przygotowanych przez inne organizacje. Były to zarówno materiały o charakterze informacyjnym, tj.  „Komunikaty” (czy wymiennie stosowana nazwa „Komunikaty Specjalne”), druki ulotne (pocztówki, ulotki, materiały informacyjne i in.). We własnych materiałach UKOS uczniowie umieszczali informacje o organizowanych w regionie wydarzeniach (np. mszach za ojczyznę) czy też przypominające o wydarzeniach i postaciach historycznych. W ramach współpracy z innymi organizacjami pozyskiwano materiały wydawane m.in. we Wrocławiu i Lublinie oraz kolportowano je w lokalnych środowiskach. Na potrzeby finansowania działalności Komitetu uczniowie drukowali cegiełki, które rozprowadzano w szkołach czy miejscach praktyk uczniowskich. Materiały poligraficzne UKOS-u były podpisywane jako wykonane przez Niezależną Agencję Fotograficzną UNIA i Uczniowską Fotograficzną Oficynę. Kalendarze, cegiełki i ulotki w formie fotografii o tematyce historycznej (projekt Arkadiusz Urban ps. Wernyhora) sygnowane przez Uczniowską Fotograficzną Oficynę (UFO) i Niezależną Agencję Fotograficzną Unia (NAF UNIA) produkowane były przez Mieczysław Cacuba w nakł. 500–3000 egz. . Materiały poligraficzne były opracowywane w porozumieniu z podziemnymi strukturami Solidarności, skąd uczniowie otrzymywali materiały poligraficzne (papier i farbę). Nakłady przygotowywanych materiałów dochodziły do kilku tysięcy egzemplarzy.
UKOS prowadził również akcję malowania haseł antykomunistycznych i symboli solidarnościowych na murach Bolesławca. Nawiązano współpracę z tajnym Międzyzakładowym Komitetem Koordynacyjnym w Bolesławcu, Międzyszkolnym Komitetem Oporu we Wrocławiu i Federacją Młodzieży Walczącej w Poznaniu. W 1985 r. członkowie UKOS-u zaangażowali się w akcję liczenia frekwencji podczas wyborów. Prowadzono obserwację lokali wyborczych oraz pozyskiwano informacje od członków komisji wyborczych.
Działalność UKOS była zakonspirowana w stopniu, który pozwolił na działanie organizacji do 1989 r. Wprawdzie doszło do aresztowania kilku członków Komitetu, jednakże nie spowodowało to jego dekonspiracji. Jednym z zatrzymanych był Marek Kwaśniak, który został zatrzymany podczas kolportażu ulotek w październiku 1985 r. W kwietniu 1986 r. Milicja Obywatelska zatrzymała Arkadiusza Urbana, który jako pełnoletni został skazany na 7 miesięcy więzienia. Przesłuchania członków UKOS-u opisywała podziemna prasa, zwłaszcza jeśli dotyczyło to nieletnich. W kolejnych latach aktywność organizacji słabła, co wiązało się z odpływem członków, którzy kończyli naukę w Bolesławcu i wyjeżdżali do większych ośrodków, gdzie podejmowali studia. W tych miejscowościach włączali się w działalność funkcjonalnych tam organizacji i partii.